# Eric Jungmann
Eric Joseph Jungmann (ur. 2 grudnia 1981 roku w Orlando na Florydzie, USA) – amerykański aktor filmowy i telewizyjny.
Wystąpił jako Jain McManus w serialu telewizyjnym Night Stalker. Jest znany z drugoplanowych udziałów w filmach kinowych: To nie jest kolejna komedia dla kretynów (ang. Not Another Teen Movie, 2001) oraz Szczęśliwe zakończenia (ang. Happy Endings, 2005).